# 胡椒酸
胡椒酸（英語：Piperic Acid）是一种常通过胡椒碱的水解制得的化学物（该反应的另一样产品是一分子哌啶） 。胡椒碱则天然存在于胡椒果实中。  胡椒酸是生物化学中合成一些有机物（如胡椒醛）以及制取其他香料或熏香产品以及药物的有用中间产物。 